# Kenfield-Nunatak
Der Kenfield-Nunatak ist ein isoliert liegender Nunatak im westantarktischen Ellsworthland. Er befindet sich etwa 15 km südöstlich des Cosgrove-Schelfeises und bildet den nördlichsten Ausläufer des Hudson-Gebirges.
Kartiert wurde der Berg durch den United States Geological Survey (USGS) anhand von Geländevermessungen und Luftaufnahmen der United States Navy aus den Jahren 1960–1966. Das Advisory Committee on Antarctic Names benannte ihn 1968 nach Richard E. Kenfield, einem Ingenieur des USGS, der von 1963 bis 1964 auf der Byrd-Station tätig war.